# دومينيك بودير
دومينيك بودير ( باللاتينية : Dominicus Baudius) شاعر نيو اللاتيني باحث ومؤرخ فرنسي. من 1603 إلى 1613 كان مدرسًا في جامعة لايدن.